# Phascolion ikedai
Phascolion ikedai är en stjärnmaskart som beskrevs av Sato 1930. Phascolion ikedai ingår i släktet Phascolion och familjen Phascoliidae. Inga underarter finns listade i Catalogue of Life.